# Annemieke Gerritsma

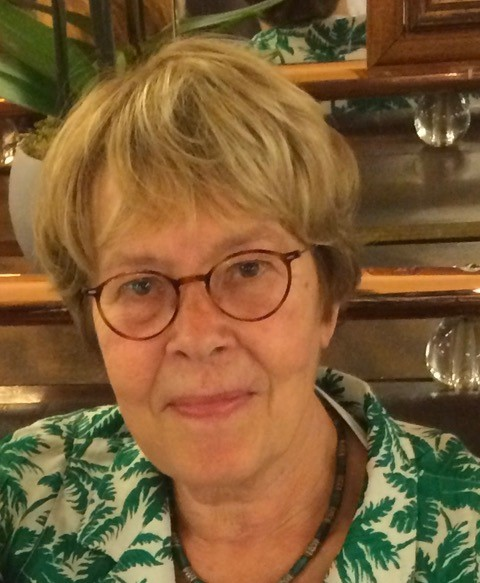
Annemieke Gerritsma

Annemieke Gerritsma (Haarlem, 1945) is een Nederlandse juriste, cultureel bestuurder, en recentelijk keramiste. Haar expertise ligt met name op het gebied van de audiovisuele media en podiumkunsten. Zij was de eerste directeur van het in 1988 opgerichte Stimuleringsfonds Nederlandse Culturele Omroepproducties.

## Persoonlijk
Annemieke Gerritsma bezocht het gymnasium in Haarlem en studeerde daarna rechten aan de Universiteit van Amsterdam met als hoofdrichting privaatrecht en als bijvak auteursrecht bij professor Hirsch Ballin sr.  Aan de Universiteit van Aix en Provence en aan Kings College te Londen volgde zij postdoctorale studies internationaal privaatrecht.

## Carrière
Onder het patronaat van Mr Dr D.H.Smit in Amsterdam deed zij haar driejarige advocatenstage, waarna zij medewerkster werd op diens kantoor.  In 1975 vestigde zij zich, met enkele compagnons, zelfstandig als advocaat.
In deze periode vervulde zij al verschillende functies in de kunstensector. Zo was zij betrokken bij de oprichting van de stichting STEIM, was zij een van de initiatiefnemers van de SLAA Amsterdam en daarvan ook de eerste voorzitter, en was zij bestuurslid van het Amsterdams Fonds voor de Kunst. Ook was zij enige tijd verbonden aan de toenmalige Emancipatie Kommissie en was ze betrokken bij de totstandkoming van het blad Opzij. 
In 1984 werd zij benoemd tot raadsheer bij het Amsterdamse Gerechtshof, een functie die zij tot 1988 vervulde. In dat jaar volgde een opmerkelijke, maar gezien haar interesse voor kunst en cultuur belangrijke, carrièreswitch: zij werd benoemd tot eerste directeur van het in dat jaar door Minister Brinkman opgerichte Stimuleringsfonds Nederlandse Culturele Omroepproducties. Het Stimuleringsfonds was geboren uit de onvrede van het departement en de kunstwereld met de magere culturele programmering van de publieke omroep en had tot taak deze, met een groot budget, te verbeteren en vergroten.
Het fonds vestigde zich na enige tijd in een cultureel verzamelgebouw aan de Amsterdamse Korte Leidsedwarsstraat, een hotspot voor innovatieve instellingen.
Als directeur hechtte Annemieke sterk aan een inhoudelijk sterke en cultureel inspirerende omgeving. Haar jaarverslagen vormden ieder jaar weer een krachtig pleidooi voor het grote maatschappelijk belang van de kunsten. Zij werd het nooit moe de Nederlandse publieke omroepen in dit opzicht op hun plichten te wijzen. Het Stimuleringsfonds werd gevoed uit de STER-inkomsten; de publieke omroepen zagen dit als een argument om zelf te mogen bepalen hoe de kwaliteit van hun culturele programmering het beste kon worden bewaakt. Dit leidde geregeld tot pittige gesprekken, maar door de in argumenten gehouwen rechtlijnigheid van het Stimuleringsfonds zijn grote conflicten altijd uitgebleven.
Als directeur hechtte Annemieke veel waarde aan het publieke debat aan de hand van door het fonds gesubsidieerde programma’s. Tijdens haar directeurschap werden jaarlijks vele van deze publieke debatten met deelnemers uit alle geledingen van de culturele sector georganiseerd. De verslagen van deze debatten, die in boekvorm zijn gepubliceerd, geven nog steeds belangrijke inzichten op het terrein van de maatschappelijke positie van kunst en cultuur, de organisatie van het publieke bestel en het hanteren van kwaliteitscriteria binnen de media. In 2006 nam zij afscheid van het fonds. Zij werd opgevolgd door Hans Maarten van den Brink.
Haar betrokkenheid bij de kunstensector kwam ook tot uiting in de vele bestuursfuncties die zij heeft bekleed. Zo was zij -o.a.-voorzitter van Toneel Groep Amsterdam (nu ITA), van de Amsterdamse Hogeschool voor de Kunsten, van het Vocaalab (nu Silbersee), interim bestuurslid van het Fonds BKVB en lid van de Raad van Toezicht van het Nationale Ballet. Daarnaast mochten ook kleinere intiiatieven, zoals de adviesraad van de Filmkrant, en die van de DDG, vaak rekenen op haar steun.
Haar maatschappelijke betrokkenheid kwam tot uiting in velerlei initiatieven waarvan zij de onstuitbare motor vormde. Van paginagrote advertentiecampagnes op het terrein van het vreemdelingenbeleid, het organiseren van muziekoptredens in een opvangcentrum voor vluchtelingen tot het laten vernoemen van een Amsterdamse brug naar de culturele innovator Ritsaert ten Cate.
Na het afsluiten van haar bestuurlijke werkzaamheden in 2015 is zij in Florence, naast Italiaans, het maken van keramiek op de draaischijf gaan leren.  Zij heeft les gehad onder andere van Romano Pampaloni aan de Scuola di Ceramica van Montughi, van Marjoke de Heer in Schellingwoude en van Syte Koch in Workum.  Zij heeft zich gespecialiseerd in gebonden kunstvormen: vazen, schotels en andere gebruiksvoorwerpen in steengoed. Zij deed mee aan succesvolle verkooptentoonstellingen in Amsterdam, Weesp en Viens.